# Enrico XXII di Reuss-Greiz
Enrico XXII di Reuss-Greiz (Greiz, 28 marzo 1846 – Greiz, 19 aprile 1902) fu principe sovrano di Reuss-Greiz dal 1859 fino alla sua morte.

## Biografia

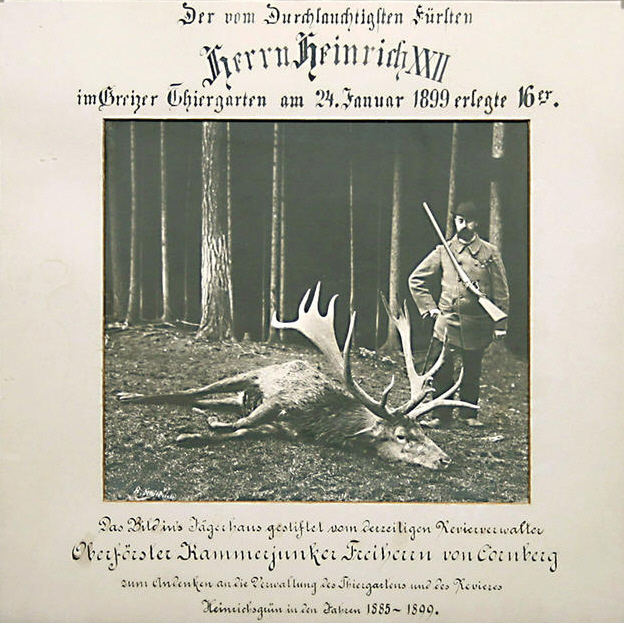
Enrico XXII a caccia con ai piedi un cervo ucciso durante una battuta, in una foto del 1899

Enrico XXII era figlio del principe Enrico XX di Reuss-Greiz e di sua moglie, la principessa Carolina d'Assia-Homburg.
Dal momento che il fratello maggiore Enrico XXI era morto ancora in fasce nel 1844, Enrico XXII divenne il successore al trono alla morte del padre, avvenuta l'8 novembre 1859. Per la sua giovane età, però, venne sottoposto alla tutela della madre, la quale, come moglie di un ufficiale dell'impero austriaco e figlia di Gustavo d'Assia-Homburg, era notoriamente una anti-prussiana e condusse una politica di amministrazione del principato in questo senso, il che portò a far sì che anche il suo Stato venisse occupato dalle truppe prussiane nel corso della guerra del 1866. Per riacquisire la propria sovranità, il principato di Reuss-Greiz venne costretto a sborsare la somma di 100.000 talleri, ottenendo così che le truppe prussiane si ritirassero dal suo territorio il 5 ottobre di quello stesso anno.
Il 28 marzo 1867 Enrico XXII ottenne di governare da solo, trovandosi a dover fronteggiare due suoi orgogli personali che ebbero riflesso sul piccolo stato: l'idea di governare con una politica assolutista e quella di fare di Reuss-Greiz un caposaldo del luteranesimo ortodosso. Egli si batté pertanto per combattere il matrimonio civile promosso dalle leggi socialiste e da Otto von Bismarck in Prussia.
In politica estera, pur non condividendo gli ideali della Prussia, si trovò però costretto ad accettarne la sovranità con la costituzione dell'impero tedesco, che avrebbe compreso anche il principato di Reuss-Greiz, partecipando alla campagna di Cina del 1901 come ufficiale dell'esercito e rimanendo in seguito molto attivo nella politica coloniale tedesca.
Morì il 19 aprile 1902 e gli succedette il figlio primogenito ed unico maschio, Enrico XXIV.

## Matrimonio e figli
Enrico XXII sposò la principessa Ida, figlia del principe Adolfo I di Schaumburg-Lippe, a Lippe, l'8 ottobre 1872. La coppia ebbe sei figli:
- Enrico XXIV (1878-1927)
- Emma (1881-1961), sposò il conte Erich von Ehrenburg
- Maria (1882-1942), sposò il barone Ferdinand von Gnagononi
- Carolina (1884-1905), sposò nel 1903 il granduca Guglielmo Ernesto di Sassonia-Weimar-Eisenach
- Erminia (1887-1947), sposò nel 1907 il principe Giovanni Giorgio di Schönaich-Carolath (1873-1920) e, alla morte di questi, nel 1922 si risposò con l'ex imperatore di Germania Guglielmo II
- Ida (1891-1977), sposò il principe Christoph Martin di Stolberg-Roßla

## Ascendenza
|                                         |                                |                                        | Genitori                                           |  |  | Nonni |  |  | Bisnonni                    |  |  | Trisnonni                        |  |
|                                         |                                |                                        |                                                    |  |  |       |  |  | 8. Enrico XI di Reuss-Greiz |  |  | 16. Enrico II di Reuss-Obergreiz |  |
|                                         |                                |                                        |                                                    |  |  |       |  |  | 8. Enrico XI di Reuss-Greiz |  |  | 16. Enrico II di Reuss-Obergreiz |  |
|                                         |                                | 17. Sofia Carlotta di Bothmer          |                                                    |  |  |       |  |  | 8. Enrico XI di Reuss-Greiz |  |  |                                  |  |
| 4. Enrico XIII di Reuss-Greiz           |                                |                                        |                                                    |  |  |       |  |  | 8. Enrico XI di Reuss-Greiz |  |  |                                  |  |
|                                         |                                | 9. Corradina di Reuss-Köstritz         | 18. Enrico XXIV di Reuss-Köstritz                  |  |  |       |  |  |                             |  |  |                                  |  |
|                                         |                                | 9. Corradina di Reuss-Köstritz         | 18. Enrico XXIV di Reuss-Köstritz                  |  |  |       |  |  |                             |  |  |                                  |  |
|                                         |                                | 9. Corradina di Reuss-Köstritz         | 19. Eleonora di Promnitz                           |  |  |       |  |  |                             |  |  |                                  |  |
| 2. Enrico XX di Reuss-Greiz             |                                | 9. Corradina di Reuss-Köstritz         |                                                    |  |  |       |  |  |                             |  |  |                                  |  |
|                                         |                                | 10. Carlo Cristiano di Nassau-Weilburg | 20. Carlo Augusto di Nassau-Weilburg               |  |  |       |  |  |                             |  |  |                                  |  |
|                                         |                                | 10. Carlo Cristiano di Nassau-Weilburg | 20. Carlo Augusto di Nassau-Weilburg               |  |  |       |  |  |                             |  |  |                                  |  |
|                                         |                                | 10. Carlo Cristiano di Nassau-Weilburg | 21. Augusta Federica Guglielmina di Nassau-Idstein |  |  |       |  |  |                             |  |  |                                  |  |
| 5. Guglielmina Luisa di Nassau-Weilburg |                                | 10. Carlo Cristiano di Nassau-Weilburg |                                                    |  |  |       |  |  |                             |  |  |                                  |  |
|                                         |                                | 11. Carolina d'Orange-Nassau           | 22. Guglielmo IV di Orange-Nassau                  |  |  |       |  |  |                             |  |  |                                  |  |
|                                         |                                | 11. Carolina d'Orange-Nassau           | 22. Guglielmo IV di Orange-Nassau                  |  |  |       |  |  |                             |  |  |                                  |  |
|                                         |                                | 11. Carolina d'Orange-Nassau           | 23. Anna di Hannover                               |  |  |       |  |  |                             |  |  |                                  |  |
| 1. Enrico XXII di Reuss-Greiz           |                                | 11. Carolina d'Orange-Nassau           |                                                    |  |  |       |  |  |                             |  |  |                                  |  |
|                                         | 12. Federico V d'Assia-Homburg | 24. Federico IV d'Assia-Homburg        |                                                    |  |  |       |  |  |                             |  |  |                                  |  |
|                                         | 12. Federico V d'Assia-Homburg | 24. Federico IV d'Assia-Homburg        |                                                    |  |  |       |  |  |                             |  |  |                                  |  |
|                                         | 12. Federico V d'Assia-Homburg | 25. Ulrica Luisa di Solms-Braunfels    |                                                    |  |  |       |  |  |                             |  |  |                                  |  |
| 6. Gustavo d'Assia-Homburg              | 12. Federico V d'Assia-Homburg |                                        |                                                    |  |  |       |  |  |                             |  |  |                                  |  |
|                                         |                                | 13. Carolina d'Assia-Darmstadt         | 26. Luigi IX d'Assia-Darmstadt                     |  |  |       |  |  |                             |  |  |                                  |  |
|                                         |                                | 13. Carolina d'Assia-Darmstadt         | 26. Luigi IX d'Assia-Darmstadt                     |  |  |       |  |  |                             |  |  |                                  |  |
|                                         |                                | 13. Carolina d'Assia-Darmstadt         | 27. Carolina del Palatinato-Zweibrücken-Birkenfeld |  |  |       |  |  |                             |  |  |                                  |  |
| 3. Carolina d'Assia-Homburg             |                                | 13. Carolina d'Assia-Darmstadt         |                                                    |  |  |       |  |  |                             |  |  |                                  |  |
|                                         |                                | 14. Federico di Anhalt-Dessau          | 28. Leopoldo III di Anhalt-Dessau                  |  |  |       |  |  |                             |  |  |                                  |  |
|                                         |                                | 14. Federico di Anhalt-Dessau          | 28. Leopoldo III di Anhalt-Dessau                  |  |  |       |  |  |                             |  |  |                                  |  |
|                                         |                                | 14. Federico di Anhalt-Dessau          | 29. Luisa di Brandeburgo-Schwedt                   |  |  |       |  |  |                             |  |  |                                  |  |
| 7. Luisa Federica di Anhalt-Dessau      |                                | 14. Federico di Anhalt-Dessau          |                                                    |  |  |       |  |  |                             |  |  |                                  |  |
|                                         |                                | 15. Amalia d'Assia-Homburg             | 30. Federico V d'Assia-Homburg (= 12)              |  |  |       |  |  |                             |  |  |                                  |  |
|                                         |                                | 15. Amalia d'Assia-Homburg             | 30. Federico V d'Assia-Homburg (= 12)              |  |  |       |  |  |                             |  |  |                                  |  |
|                                         |                                | 15. Amalia d'Assia-Homburg             | 31. Carolina d'Assia-Darmstadt (= 13)              |  |  |       |  |  |                             |  |  |                                  |  |
|                                         |                                | 15. Amalia d'Assia-Homburg             |                                                    |  |  |       |  |  |                             |  |  |                                  |  |

## Fonti
- Friedrich Wilhelm Trebge, Spuren im Land, Hohenleuben, 2005.
- Thomas Gehrlein, Das Haus Reuß - Älterer und Jüngerer Linie, Börde Verlag 2006, ISBN 978-3-9810315-3-9
- Thüringisches Staatsarchiv Greiz (Hg.): Heinrich der Zwei und Zwanzigste. Sein Leben, sein Wirken und seine Zeit. Greiz 2002.